# زينب بنت خزيمة
أم المؤمنين زينب بنت خزيمة إحدى زوجات النبي محمد، كانت تُكنّى بأم المساكين، لأنها كانت تتصدق عليهم وتتطعمهم. كانت زوجة طفيل بن الحارث بن المطلب فطلقها، فتزوجها أخوه عبيدة بن الحارث بن المطلب، فأصيب عبيدة في غزوة بدر. بعد أن استُشهد زوجها، خطبها النبي محمّد فوكّلت أمر زواجها للنّبي؛ فتزوجها وبهذا في شهر رمضان عام 3 هـ، ولم تعش طويلًا مع النّبي فتوفيت في 30 من عمرها.
كانت أول من دُفِن في البقيع من أمهات المؤمنين، وهي الوحيدة التي صلّى عليها النّبي محمّد لعدم شروع صلاة الجنازة عند وفاة السيدة خديجة بنت خويلد.

## نسبها ولقبها
- أبوها: خزيمة بن الحارث بن عبد الله بن عمرو بن عبد مناف بن هلال بن عامر بن صعصعة بن معاوية بن بكر بن هوازن بن منصور بن عكرمة بن خصفة بن قيس عيلان بن مضر بن نزار بن معد بن عدنان.
- أمها: هند بنت عوف بن زهير بن حماطة بن جرش بن أسلم بن زيد بن سهل بن عمرو بن قيس بن معاوية بن جشم بن عبد شمس بن وائل بن الغوث بن قطن بن عريب بن زهير بن الغوث بن أيمن بن الهميسع بن حمير بن سبأ بن يشجب بن يعرب بن قحطان. أكرم عجوز في الأرض أصهاراً.

وهند بنت عوفٍ أم كل من:
- أم المؤمنين ميمونة بنت الحارث، زوج الرسول محمد.
- أسماء بنت عميس، زوج أبي بكر الصديق وجعفر وعلي ابنا أبي طالب.
- سلمى بنت عميس، زوج حمزة بن عبد المطلب.
- أم الفضل لبابة الكبرى بنت الحارث، زوج العباس بن عبد المطلب وأم أبناءه: الفضل - عبد الله - عبيد الله - قثم - معبد - عبد الرحمن - أم حبيب.
- لبابة الصغرى بنت الحارث، وهي أم خالد بن الوليد.[3] [4] [5] [6] [7] [8]

## زواجها قبل النبي
اختلف المؤرخون حول زوجها قبل الزواج من النّبي. يرجّح زواجها من طفيل بن الحارث بن المطلب بن عبد مناف وطلّقها. ليتزوجها أخوه عبيدة بن الحارث بن المطلب، أصيب بعد ذلك في غزوة بدر، وبعد ذلك توفي بالصفراء في سن 64 سنة. أمّا ابن هشام فقد ذكر في السيرة النبوية أنها كانت زوجة جهم بن عمرو بن الحارث وهو ابن عمها، قبل زواجها من عبيدة بن الحارث. وذكر البعض أنها كانت زوجة عبد الله بن جحش وقد استشهد في غزوة أحد. 

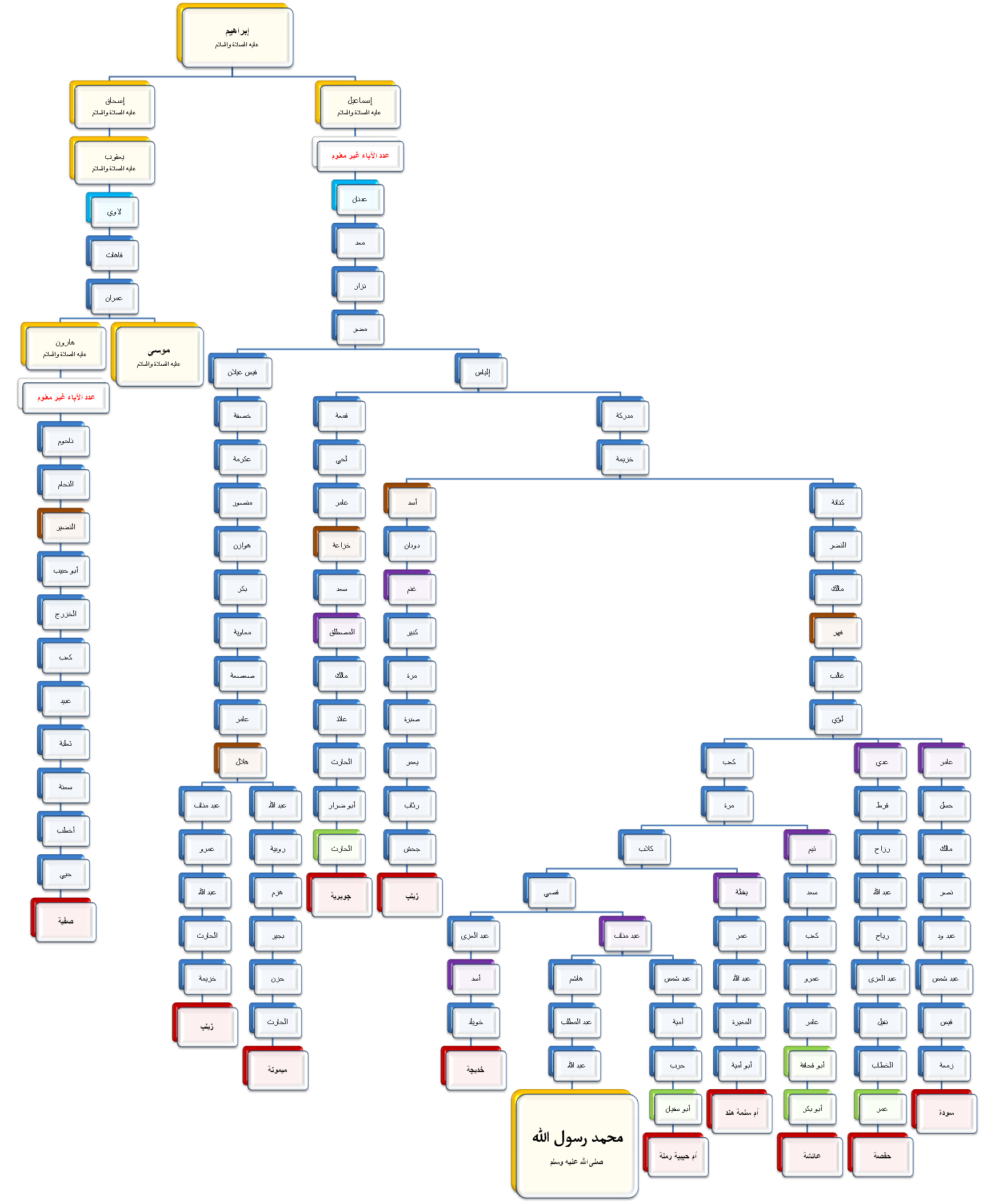
نسب السيدة زينب بنت خزيمة والتقاؤه بنسب النبي محمد وبأنساب أمهات المؤمنين.

## زواجها من النبي
تزوّجها النبي بعد زواجه من  حفصة بنت عمر بن الخطاب؛ فكانت بذلك خامس أمهات المؤمنين. قال ابن هشام في السيرة: زوَّجه إياها عمها قبيصة بن عمرو الهلالي، وأصدقها النّبي محمّد أربعمائة درهم، وقيل اثنى عشرة أوقية ونشاً، (النش: النصف من كل شيء).  أمّا الرّواية الأخرى هي أنّها وكلّلت النّبي في أمر خطبتها فتزوجها. اختُلِف في مدّة زواجها من النّبي، فيرد أنّها لم تلبث عنده شهرين أو ثلاثة وماتت. أمّا في رواية أخرى فيرد عن ابن كلبي فقد تزوجها في شهر رمضان سنة ثلاث، فأقامت عنده ثمانية أشهر وماتت في ربيع الآخر سنة أربع. وفي شذرات الذهب فيرد أنّها عاشت عند النّبي ثلاثة أشهر ثم توفيت.

## وفاتها
الراجح أنها توفيت عمر يناهز عن الثلاثين عامًا. كما ورد لدى الواقدي، كما نقل ابن حجر العسقلاني في الإصابة أنّ النّبي ودفنها في البقيع في شهر ربيع الآخر 4 هـ، فكانت أول من دفن فيه من أمهات المؤمنين. واختُلِف في مدّة زواجها من النّبي.
فهناك من أشار إلى أنّها ماتت بعد زواجها بثمانية أشهر، وهناك روايات تشير إلى وفاتها بعد زواجها من النّبي بثلاثة أشهر.
لم يمت من زوجات النّبي في حياته سوى خديجة بنت خويلد أم المؤمنين ودفنت بالحجون في مكة، وزينب بنت خزيمة الهلالية. وهي أوّل زوجة للنّبي تتوفّى في المدينة المنورة. ولم يكن للنّبي منها ولد.